# Interwencja Układu Warszawskiego w Czechosłowacji

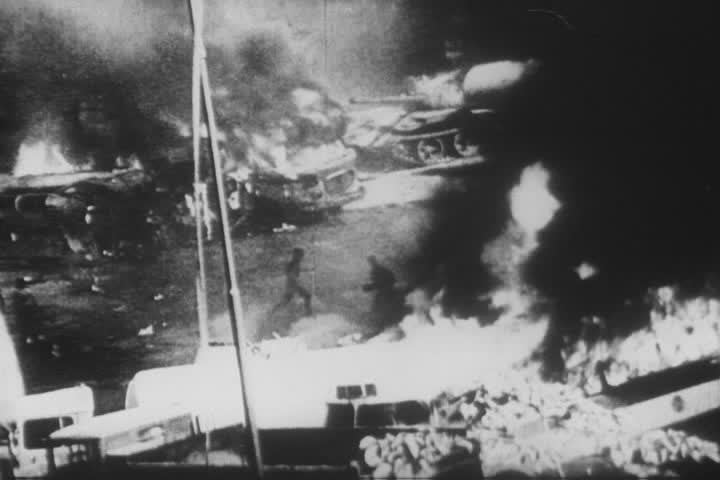
Barykady i płonący radziecki czołg T-55, 21 sierpnia 1968

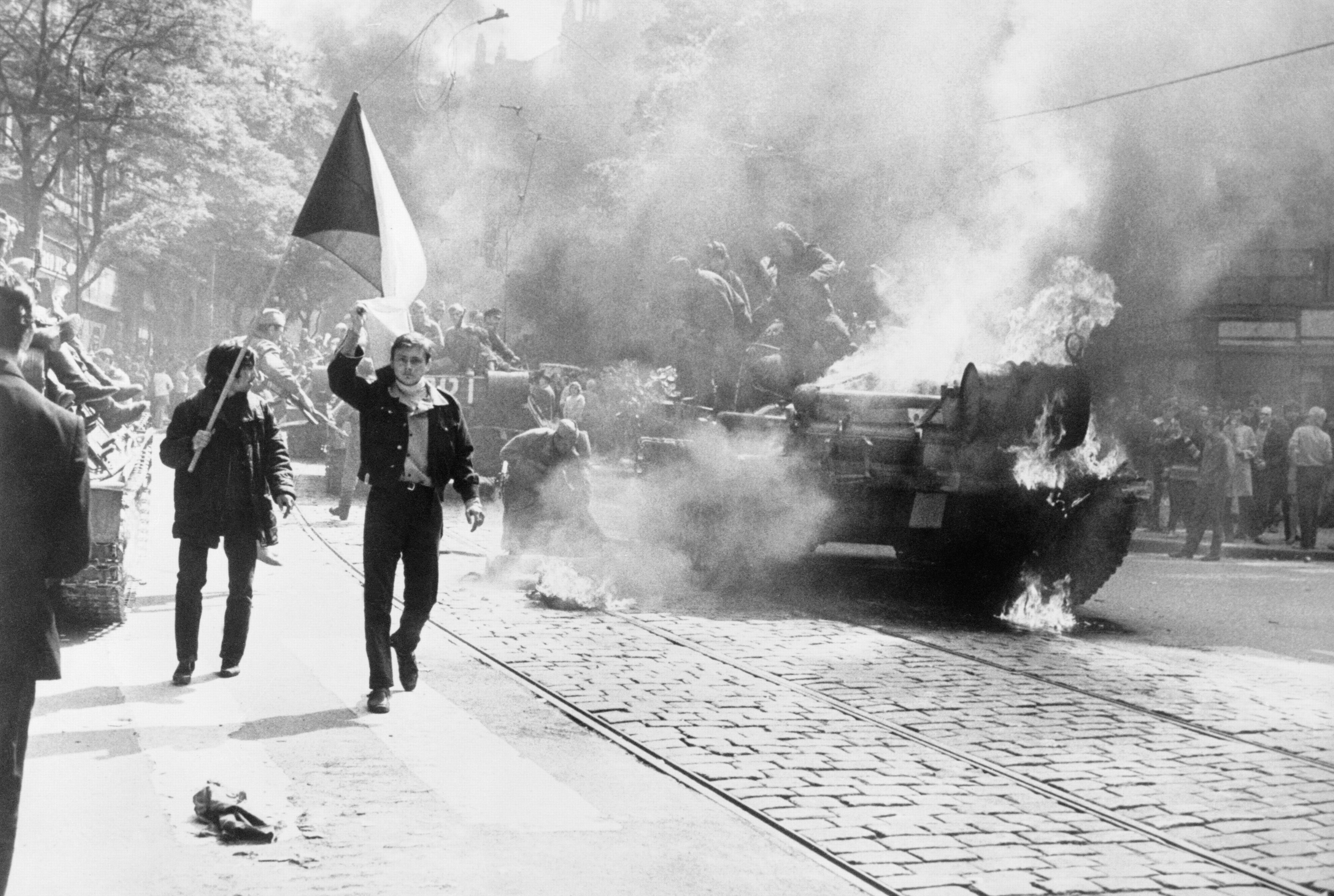
Ludzie wznoszący flagę Czechosłowacji po spaleniu radzieckiego czołgu w Pradze

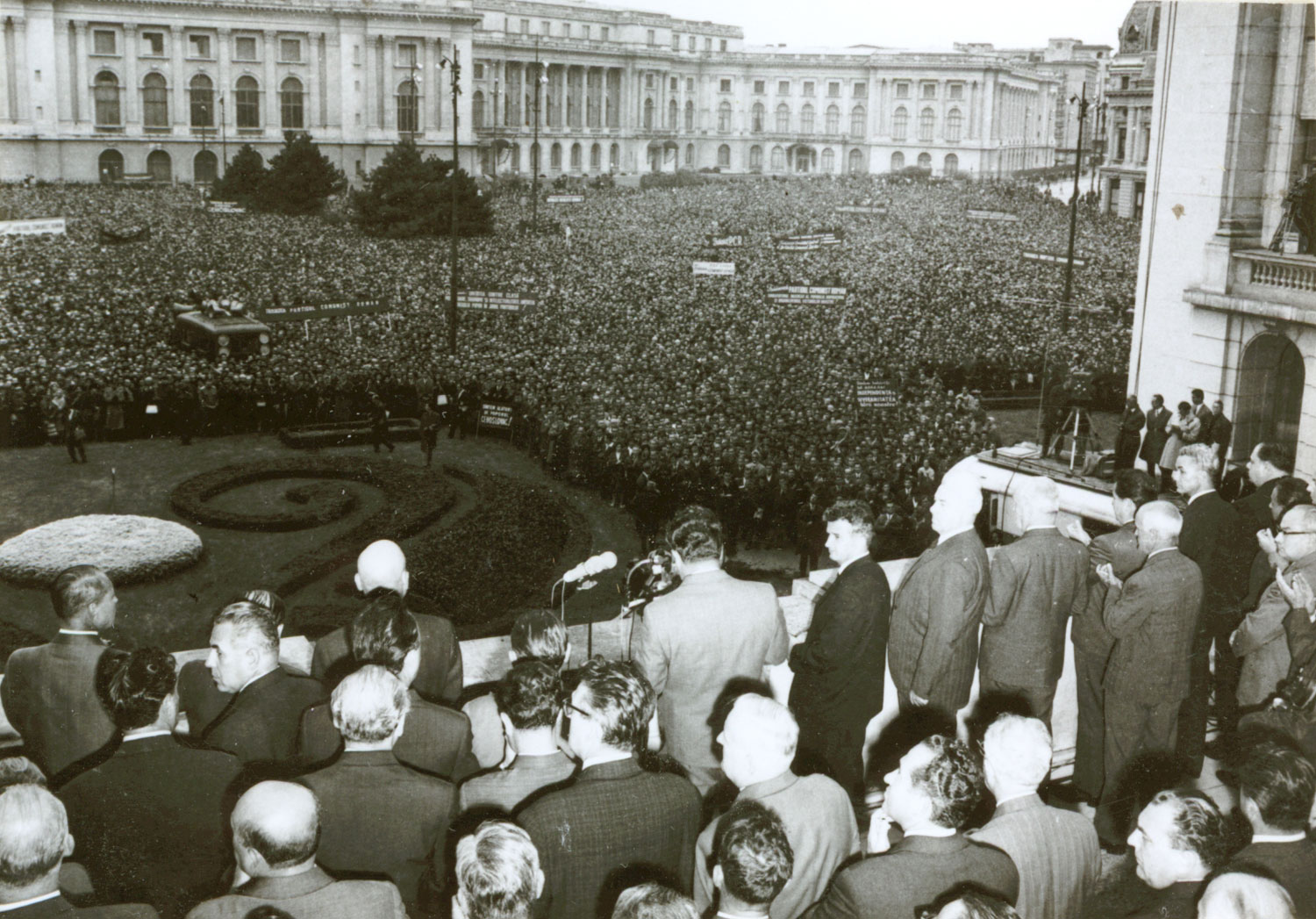
Bukareszt, sierpień 1968: Ceaușescu krytykuje radziecką inwazję

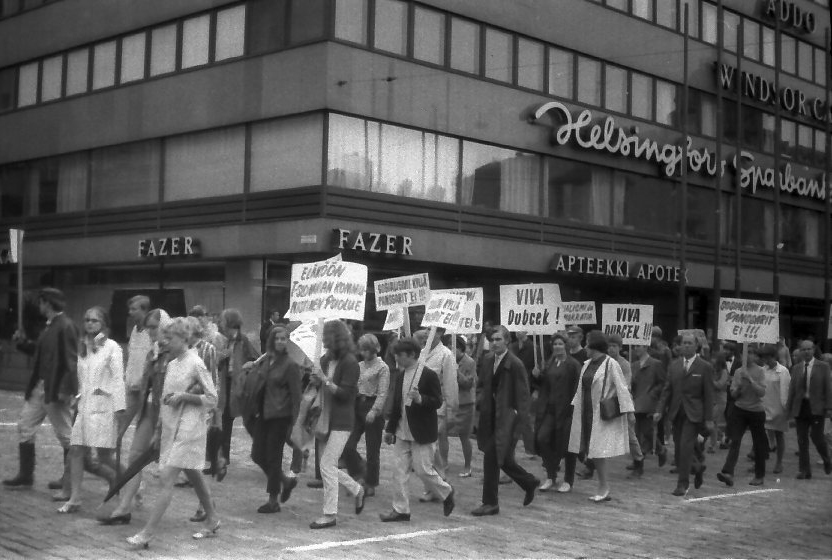
Demonstracja w Helsinkach przeciwko inwazji

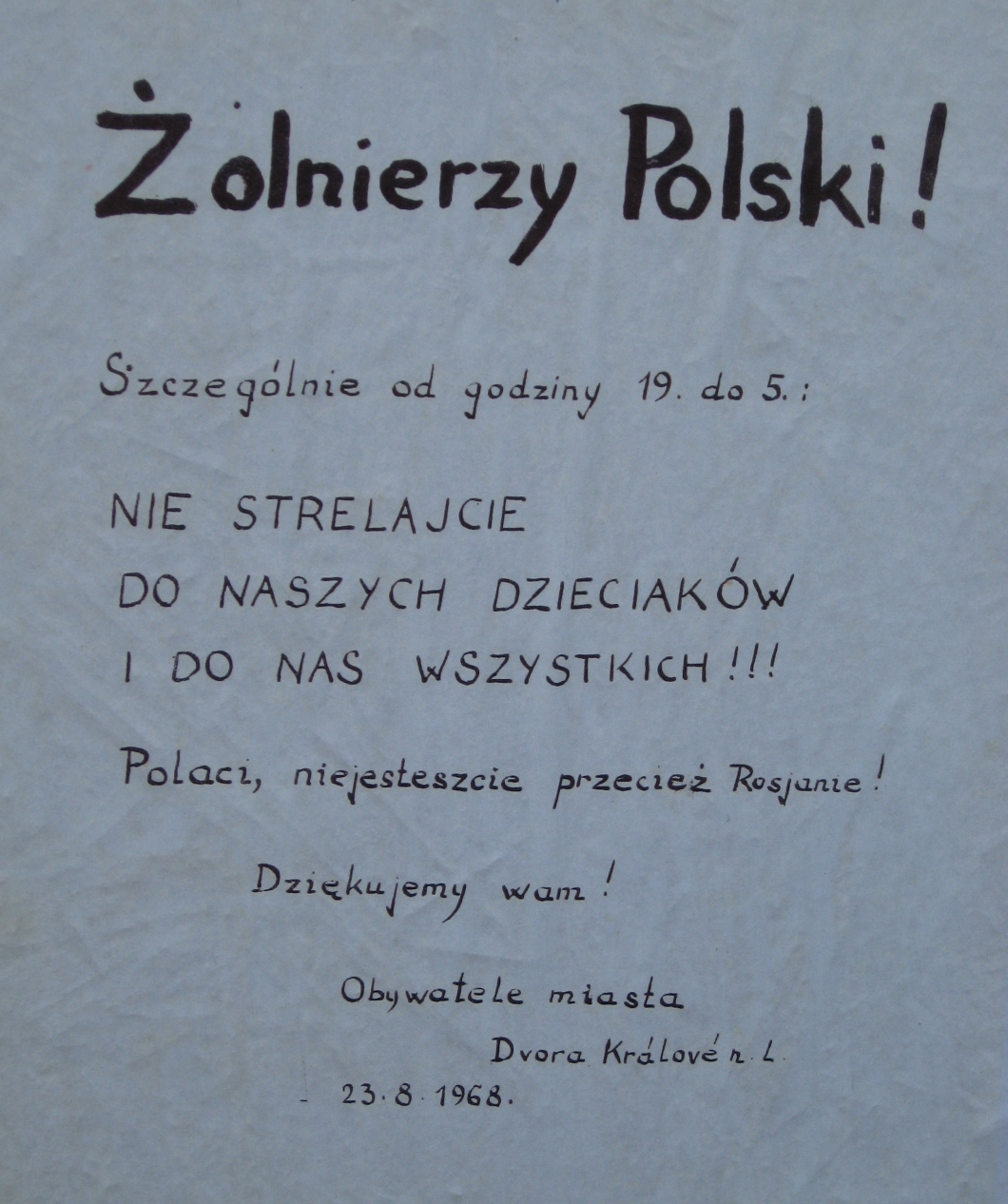
Odezwa do polskich żołnierzy

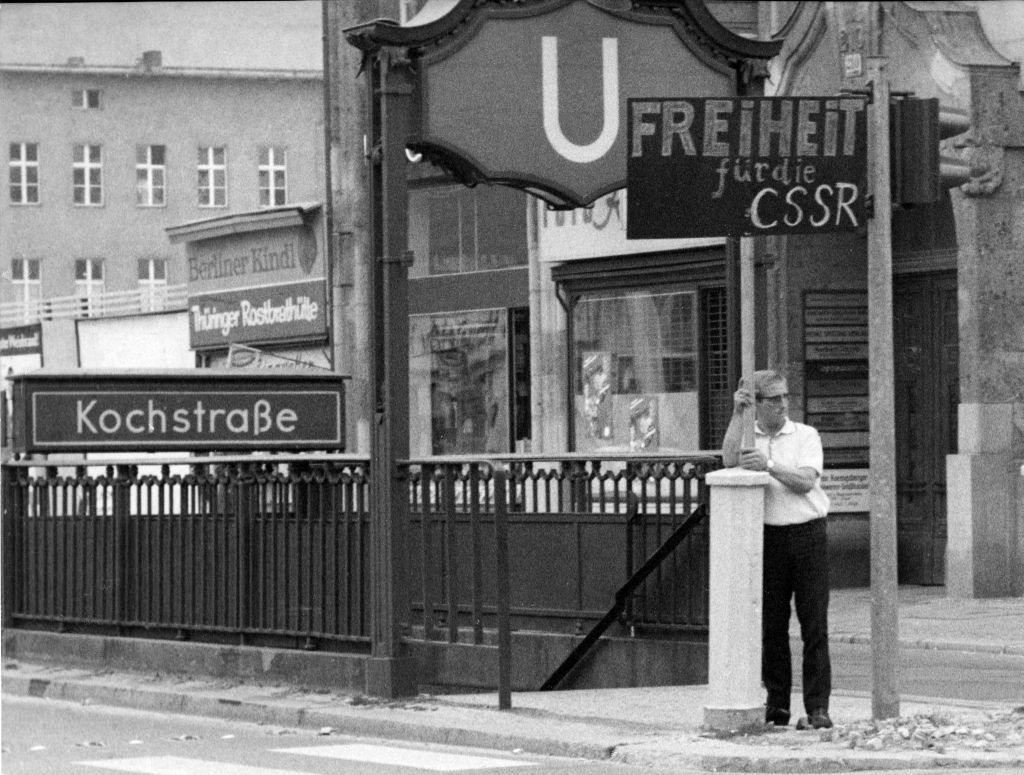
Jednoosobowy protest w Berlinie Zachodnim

Interwencja Układu Warszawskiego w Czechosłowacji (inwazja Układu Warszawskiego na Czechosłowację, operacja Dunaj) – interwencja członków Układu Warszawskiego w Czechosłowacji, rozpoczęta 20 sierpnia 1968 o godzinie 23:00.
Siły zbrojne państw Układu Warszawskiego dokonały inwazji na Czechosłowację w celu zatrzymania politycznych reform liberalizacji zwanej Praską Wiosną forsowanej przez Alexandra Dubčeka. W operacji wzięło udział od 175 do 500 tysięcy żołnierzy Związku Radzieckiego, Bułgarii, NRD, Węgier i Polski. Operacja skutecznie zatrzymała reformy liberalizacji i wzmocniła władzę Komunistycznej Partii Czechosłowacji. Polityka zagraniczna ZSRR w tym czasie była znana jako doktryna Breżniewa.
Radziecka Centralna Grupa Wojsk utworzona z wojsk wprowadzonych na terytorium Czechosłowacji podczas operacji pozostała na terytorium tego państwa do 1991.

## Geneza
Przemiany polityczne w Czechosłowacji, zapoczątkowane w styczniu 1968 spowodowały falę niezadowolenia wśród władz państw socjalistycznych, zwłaszcza ZSRR. Przywódcy części partii komunistycznych z Europy Środkowo-Wschodniej obawiali się rewolucji czechosłowackiej, która mogłaby negatywnie oddziaływać na inne społeczeństwa państw demokracji ludowej. Wybrany 5 stycznia 1968 I sekretarz Komitetu Centralnego Komunistycznej Partii Czechosłowacji (KSČ) Alexander Dubček zapowiedział głębokie reformy społeczne i gospodarcze, uniezależniające państwo od politycznej podległości ZSRR (budowa „socjalizmu z ludzką twarzą”). Liberalizacja forsowana przez Dubčeka obejmowała zwiększenie wolności prasy, wolności słowa, swobody przemieszczenia się, większy nacisk gospodarczy na dobra konsumpcyjne, możliwość wprowadzenia wielopartyjnego rządu i ograniczenie władzy tajnej policji, a także potencjalne wycofanie się z Układu Warszawskiego. Tak zwana „Praska Wiosna” dla sekretarza generalnego KC KPZR Leonida Breżniewa miała charakter kontrrewolucji, której natychmiast należało zapobiec. Duże naciski na jej stłumienie wywierali także przywódcy PRL Władysław Gomułka oraz NRD Walter Ulbricht, którzy obawiali się, że po wyjściu Czechosłowacji z Układu Warszawskiego RFN może zakwestionować powojenny układ granic.
Dwustronne rozmowy radziecko-czechosłowackie nie przyniosły spodziewanych efektów. 17 sierpnia w Moskwie podjęto decyzję o interwencji wojsk Układu Warszawskiego na terenie Czechosłowacji. 21 sierpnia Minister Obrony Narodowej CSRS wydał zakaz użycia broni wobec wojsk interwencyjnych. Prezydent Czechosłowacji Ludvík Svoboda nakazał uczynić wszystko, co pomogłoby zapobiec rozlewowi krwi.

## Przygotowania
Generalną próbą gotowości sił Układu Warszawskiego, zintegrowania wojsk i sztabów oraz zapoznania z terenem operacji, było ćwiczenie frontowo-sztabowe „Szumawa”. Początkowo w manewrach miały brać udział jedynie jednostki Armii Radzieckiej i Czechosłowackiej Armii Ludowej. Naciski ze strony Kremla na stronę czechosłowacką sprawiły, że w ćwiczeniach „Szumawa” wzięły udział jednostki Wojska Polskiego i Węgierskiej Armii Ludowej (Magyar Néphadsereg). Ćwiczenia „Szumawa” trwały od 18 czerwca do 2 lipca 1968.
W maju rozpoczęto przegrupowania wojsk przeznaczonych do interwencji, między innymi z rejonu Lwowa przeniesiono 24 Gwardyjską Dywizję Zmotoryzowaną, rozmieszczoną później w rejonie Cieszyna, Bielska-Białej i Pszczyny. Jednocześnie trwały prace sztabowe nad przebiegiem interwencji. Przygotowane do operacji wojska ZSRR, NRD, Polski, Węgier i Bułgarii skoncentrowane w pobliżu granic z Czechosłowacją rozpoczęły także manewry „Pochmurne lato 68”, mające przejść w końcu lipca w operację Dunaj, czyli inwazję na Czechosłowację. Sztab wojsk interwencyjnych rozmieszczono w Legnicy. Dowódcą został radziecki marszałek Iwan Jakubowski.

## Organizacja jednostek wojskowych podczas interwencji
W pierwszym rzucie wojska inwazyjne liczyły 250 tysięcy żołnierzy, 4200 czołgów. Po drugim rzucie liczba ta wzrosła do 450 tysięcy żołnierzy i 6500 czołgów. Polski kontyngent liczył 24 tysiące oficerów i żołnierzy, 647 czołgów, 566 transporterów, 191 dział i moździerzy, 84 działa przeciwpancerne, 96 dział przeciwlotniczych, 4798 samochodów i 36 śmigłowców (była to największa powojenna operacja wojskowa sił ludowego WP, aż do Grudnia 1970).
Grupa Armii „Północ”, dowodzona przez generała armii Iwana Pawłowskiego (sztab w Legnicy), mająca wkroczyć z terenu NRD i Polski, opanowując północne i zachodnie Czechy, zwłaszcza trójkąt Karlowe Wary-Pilzno-Czeskie Budziejowice.
- 1 Gwardyjska Armia Pancerna (ZSRR), z terenu NRD
- 11 Gwardyjska Armia Pancerna (ZSRR), z terenu NRD
- 2 Armia Wojska Polskiego (utworzona na bazie Śląskiego Okręgu Wojskowego, dowodzona przez generała brygady Floriana Siwickiego)

Grupa Armii „Południe”, dowodzona przez generała pułkownika Konstantina Prowałowa (sztab w Mátyásföld koło Budapesztu) mająca wkroczyć z Węgier, NRD i Ukrainy Zakarpackiej, zajmując Słowację oraz południowo-środkowe Czechy wraz z Pragą.
- 20 Armia Gwardyjska (ZSRR), z terenu NRD
- 38 Armia Gwardyjska (ZSRR), z terenu ZSRR
- 8 Dywizja Zmotoryzowana (Węgry), z terenu Węgier
- 36 Armia Lotnicza (ZSRR), z terenu Węgier

Wojska powietrznodesantowe:
- 7 Gwardyjska Dywizja Powietrznodesantowa (ZSRR – stacjonowała w Kownie – opanowanie Pragi)
- 103 Gwardyjska Dywizja Powietrznodesantowa (ZSRR – stacjonowała w Witebsku – opanowanie Brna)

Jednostki Narodowej Armii Ludowej NRD, które miały wziąć udział w interwencji (7 Dywizja Pancerna z Drezna i 11 Dywizja Zmotoryzowana z Halle), postawione w stan gotowości bojowej w lipcu 1968, nie wkroczyły do Czechosłowacji 21 sierpnia 1968. W sztabie wojsk interwencyjnych w Milovicach znajdowało się kilku oficerów niemieckich i wydzielona grupa z 2 pułku łączności Narodowej Armii Ludowej.

## Straty
W czasie operacji około 500 Czechów i Słowaków zostało rannych, a 108 zostało zabitych. 7 września 1968 w Jiczynie pijany polski żołnierz Stefan Dorna zastrzelił 2 czeskich cywilów, a kilka innych osób (w tym 2 kolegów z jednostki) ranił. W trakcie inwazji z Czechosłowacji wyemigrowało około 300 tysięcy Czechów i Słowaków, a po niej następne 70 tysięcy. Od 21 sierpnia do 20 września 1968 Armia Radziecka straciła 12 żołnierzy i 25 zostało rannych. Niebojowe straty w tym samym okresie to 84 zabitych i zmarłych oraz 62 rannych i poszkodowanych. W katastrofie helikoptera w pobliżu miasta Teplice zginęło dwóch radzieckich reporterów. Armia węgierska straciła 4 żołnierzy (wszystkie straty – niebojowe: wypadki, choroby, samobójstwa). Wojska bułgarskie – dwóch żołnierzy; jeden zginął na posterunku zastrzelony przez nieznane osoby (skradziono pistolet), a drugi żołnierz zastrzelił się. 2 Armia Wojska Polskiego straciła dziesięciu żołnierzy.

## Protesty wobec interwencji
Interwencja wywołała protesty ze strony rządów Jugosławii, Rumunii i Chin oraz ze strony zachodnioeuropejskich partii komunistycznych. Rumunia i Jugosławia udzieliły bezpośredniego wsparcia rządowi Czechosłowacji. Ponadto Rumunia rządzona przez Nicolae Ceaușescu w praktyce wycofała się z działań Układu Warszawskiego i zaczęła szukać nowych sojuszników poza blokiem wschodnim w tym bardzo aktywnie pośród państw bloku zachodniego. Ceaușescu w okresie kryzysu czechosłowackiego zdecydował o tworzeniu ochotniczych oddziałów mających bronić niepodległości kraju w przypadku zagrożenia radziecką interwencją. Albania wystąpiła z Układu Warszawskiego we wrześniu 1968.